# Tanjung Kaputran
Tanjung Kaputran is een bestuurslaag in het regentschap Musi Banyuasin van de provincie Zuid-Sumatra, Indonesië. Tanjung Kaputran telt 2083 inwoners (volkstelling 2010).